# Tony Lazzeri
Anthony Michael „Tony“ Lazzeri (* 6. Dezember 1903 in San Francisco, Kalifornien; † 6. August 1946 ebenda) war ein US-amerikanischer Baseballspieler in der Major League Baseball (MLB). Sein Spitzname war Poosh.

## Biografie
Tony Lazzeri war ein Mitglied der Murderers Row, dem Meisterschaftsteam der New York Yankees 1927. Fünfmal gewann der Second Baseman mit seinen Yankees die World Series, siebenmal schlug er mehr als 100 RBIs und hatte fünf Spielzeiten mit mindestens 18 Homeruns. Obwohl er im Schatten der Yankees-Legenden wie Lou Gehrig und Babe Ruth stand, war er der erste italo-amerikanische Superstar im Baseball.
Nach sechs Titeln in der American League und fünf Erfolgen in der World Series verließ er nach der Saison 1937 die Yankees und wechselte zu den Chicago Cubs in die National League. Mit den Cubs gewann er den Titel in der National League, unterlag aber den Yankees in den World Series mit 0:4. 1939 spielte er noch bei den Brooklyn Dodgers und den New York Giants.
Seinen besten Tag als Spieler hatte Lazzeri am 24. Mai 1936. An diesem Tag war er der erste, der 2 Grand–Slam–Homeruns an einem Tag schlug und mit 11 RBIs in einem Spiel einen bis heute gültigen Rekord für die American League aufstellte.
45 Jahre nach seinem Tod wurde er 1991 in die Baseball Hall of Fame aufgenommen.